# Campeonato Maranhense 2016
In 2016 werd het 97ste Campeonato Maranhense gespeeld voor clubs uit Braziliaanse staat Maranhão. De competitie werd gespeeld van 24 januari tot 8 mei en werd georganiseerd door de FMF. Er werden twee toernooien gespeeld, omdat Moto Club beide won was er geen finale om de titel meer nodig. 

## Eerste toernooi

### Eerste fase

#### Groep A
| Plaats | Club           | Wed. | W | G | V | Saldo | Ptn. |
| ------ | -------------- | ---- | - | - | - | ----- | ---- |
| 1.     | Moto Club      | 6    | 4 | 1 | 1 | 13:3  | 13   |
| 2.     | Sampaio Corrêa | 6    | 4 | 1 | 1 | 9:3   | 13   |
| 3.     | São José       | 6    | 2 | 2 | 2 | 3:7   | 8    |
| 4.     | Araioses       | 6    | 0 | 0 | 6 | 1:13  | 0    |

|  | Gekwalificeerd voor tweede fase |

#### Groep B
| Plaats | Club           | Wed. | W | G | V | Saldo | Ptn. |
| ------ | -------------- | ---- | - | - | - | ----- | ---- |
| 1.     | Maranhão       | 6    | 5 | 0 | 1 | 13:3  | 15   |
| 2.     | Cordino        | 6    | 3 | 2 | 1 | 13:9  | 11   |
| 3.     | Imperatriz     | 6    | 1 | 3 | 2 | 8:11  | 6    |
| 4.     | Santa Quitéria | 6    | 0 | 1 | 5 | 1:12  | 1    |

|  | Gekwalificeerd voor tweede fase |

### Tweede fase
In geval van gelijke stand gaat de club verder met de beste prestatie in de competitie.
|  | Halve finale   | Halve finale | Halve finale |   |           | Finale | Finale | Finale |
|  |                |              |              |   |           |        |        |        |
|  | Cordino        | 0            | 0            |   |           |        |        |        |
|  | Moto Club      | 1            | 3            |   |           |        |        |        |
|  | Moto Club      | 1            | 3            |   | Moto Club | 2      | 1      |        |
|  |                |              |              |   | Moto Club | 2      | 1      |        |
|  |                | Maranhão     | 0            | 1 |           |        |        |        |
|  | Sampaio Corrêa | Maranhão     | 0            | 1 | 0         | 3      |        |        |
|  | Sampaio Corrêa |              |              |   | 0         | 3      |        |        |
|  | Maranhão       | 1            | 3            |   |           |        |        |        |

## Tweede toernooi

### Eerste fase

#### Groep A
| Plaats | Club           | Wed. | W | G | V | Saldo | Ptn. |
| ------ | -------------- | ---- | - | - | - | ----- | ---- |
| 1.     | Moto Club      | 4    | 4 | 0 | 0 | 9:3   | 12   |
| 2.     | Sampaio Corrêa | 4    | 3 | 0 | 1 | 14:6  | 9    |
| 3.     | São José       | 4    | 1 | 2 | 1 | 8:7   | 5    |
| 4.     | Araioses       | 4    | 1 | 0 | 3 | 7:12  | 3    |

|  | Gekwalificeerd voor tweede fase |

#### Groep B
| Plaats | Club           | Wed. | W | G | V | Saldo | Ptn. |
| ------ | -------------- | ---- | - | - | - | ----- | ---- |
| 1.     | Imperatriz     | 4    | 2 | 0 | 2 | 9:9   | 6    |
| 2.     | Cordino        | 4    | 2 | 0 | 2 | 9:13  | 6    |
| 3.     | Santa Quitéria | 4    | 1 | 1 | 2 | 5:7   | 4    |
| 4.     | Maranhão       | 4    | 0 | 1 | 3 | 5:9   | 1    |

|  | Gekwalificeerd voor tweede fase |

### Tweede fase
In geval van gelijke stand gaat de club verder met de beste prestatie in de competitie.
|  | Halve finale   | Halve finale   | Halve finale |   |           | Finale | Finale | Finale |
|  |                |                |              |   |           |        |        |        |
|  | Cordino        | 0              | 0            |   |           |        |        |        |
|  | Moto Club      | 2              | 2            |   |           |        |        |        |
|  | Moto Club      | 2              | 2            |   | Moto Club | 1      | 2      |        |
|  |                |                |              |   | Moto Club | 1      | 2      |        |
|  |                | Sampaio Corrêa | 2            | 1 |           |        |        |        |
|  | Sampaio Corrêa | Sampaio Corrêa | 2            | 1 | 3         | 2      |        |        |
|  | Sampaio Corrêa |                |              |   | 3         | 2      |        |        |
|  | Imperatriz     | 0              | 1            |   |           |        |        |        |

## Kampioen
| Campeonato Maranhense de 2016  |
| Maranhão                       |
| ------------------------------ |
| MOTO CLUB Kampioen (25° titel) |